# Horst Steinmann
Horst Steinmann (* 17. Juli 1934 in Bad Salzuflen, Lippe) ist ein deutscher Wirtschaftswissenschaftler und emeritierter Professor für Allgemeine Betriebswirtschaftslehre und Unternehmensführung.

## Leben und Wirken
Nach dem Abitur studierte Horst Steinmann Betriebswirtschaftslehre an der Georg-August-Universität Göttingen und bestand 1959 das Examen als Diplom-Kaufmann. 1962 promovierte er an der Bergakademie Clausthal.
1964/65 studierte er am Institut Européen d’Administration des Affaires (INSEAD) in Fontainebleau und erwarb 1965 den Master of Business Administration (MBA). 1967 habilitierte er an der mittlerweile umbenannten Technischen Hochschule Clausthal.
1968 wurde er ordentlicher Professor für Betriebswirtschaftslehre und Inhaber des Lehrstuhls für Allgemeine Betriebswirtschaftslehre und Unternehmensforschung an der FU Berlin. 1970 erhielt er den Lehrstuhl für Allgemeine Betriebswirtschaftslehre und Unternehmensführung an der Wirtschafts- und Sozialwissenschaftlichen Fakultät (ehemals Hochschule für Wirtschafts- und Sozialwissenschaften Nürnberg) der Friedrich-Alexander-Universität Erlangen-Nürnberg, an welcher er bis zu seiner Emeritierung wirkte.
Zu seinen Arbeitsgebieten und Forschungsschwerpunkten gehörten Strategische Unternehmensführung, Personalmanagement, Wirtschaftsplanung und Kontrolle, Organisationstheorie, Unternehmensverfassung, Unternehmensethik und Wissenschaftstheorie. Er erhielt Rufe an verschiedene Hochschulen (Paderborn, Darmstadt, FU Berlin), lehnte sie aber ab.
1986 gründete Steinmann zusammen mit anderen Interessenten das European Business Ethics Network (EBEN) und 1993 das Deutsche Netzwerk Wirtschaftsethik (DNWE), in dem unter anderem auch Marcus Bierich, Vorsitzender der Geschäftsführung und des Aufsichtsrats der Robert Bosch GmbH, lange Zeit Vorsitzender des Kuratoriums war.
Im September 1999 wurde Steinmann emeritiert. Gleichwohl hält Steinmann weiterhin Vorträge und schreibt kleinere Aufsätze.

## Grundzüge der Lehre: die BWL als normative Handlungswissenschaft – Unternehmensethik
Steinmann hat – beginnend in den siebziger Jahren – eine neue wissenschaftstheoretische Grundlage für die Betriebswirtschaftslehre vorgeschlagen, die den (damals) im Fach vorherrschenden „Kritischen Rationalismus“ ablösen sollte. Er fand sie im „ Methodischen Konstruktivismus“, wie er seinerzeit von Wilhelm Kamlah und Paul Lorenzen in Erlangen entwickelt wurde („Erlanger Schule“), und in dessen Weiterentwicklung und teilweisen Revision im „Methodischen Kulturalismus“ von Peter Janich, Universität Marburg, und auch Carl Friedrich Gethmann, Universität Duisburg-Essen. Daran anknüpfend fordert er, dass die Betriebswirtschaftslehre nicht nur ihren sachlichen, sondern auch ihren methodischen Ausgangspunkt in der Handlungspraxis (Lebenswelt) suchen muss, statt mit (unbewiesenen) Axiomen (Grundsätzen) zu beginnen, d. h. die Wissenschaften bestimmen ihre Ziele nicht autonom, sondern die (jeweilige) Praxis konstituiert die Ziele der Wissenschaften (Lorenzen).
Kurz skizziert heißt das: Die ersten – die Forschung und Lehre orientierenden Begriffe – sind aus erfolgreichen lebenspraktischen Unterscheidungen zu gewinnen. Dazu gehört insbesondere die Unterscheidung von „Handeln“ als absichtsgeleitete Arbeit und „Verhalten“ als bloßer Reaktion auf äußere Reize. Der Handlungsbegriff verweist auf die Freiheit des Menschen im Hinblick auf die Wahl der Zwecke und Mittel, die zur erfolgreichen Bewältigung der je spezifischen konfliktträchtigen Lebensprobleme ergriffen werden sollten, gegen die Vorstellung einer vollständigen Festlegung menschlichen Tuns durch „Naturgesetze“ (Determinismus). Die Betriebswirtschaftslehre ist deshalb – gegen alle Spielarten des „Naturalismus“ – als Kulturwissenschaft zu betreiben. Die Ergebnisse betriebswirtschaftlichen Handelns sind „kultürlich“ im Gegensatz zu „natürlich“.
Aus diesem Anfang folgt, dass die Betriebswirtschaftslehre als eine normative Handlungswissenschaft entwickelt werden soll (Steinmann 1978).
Sie soll – zusammen mit anderen Disziplinen – ein (begründetes) Wissen für alle die Fälle bereitstellen, wo Menschen darüber streiten, mit welchen Mitteln sie gegebene Zwecke am besten erreichen können (Mittelkonflikte); hier geht es um die „technische Vernunft“, die in der BWL im „Wirtschaftlichkeitsprinzip“ seinen Ausdruck findet. Darüber hinaus soll die BWL aber auch dort beraten, wo die Praxis darüber streitet, welche Zwecke handlungsleitend sein sollen (Zweckkonflikte); hier geht es in philosophischer Sprechweise um die „praktische Vernunft“. Hieraus ergibt sich bei Steinmann die Forderung, eine „Wirtschafts- und Unternehmensethik“ als legitimes Lehrstück der BWL zu entwickeln – gegen die herrschende Meinung zur „Werturteilsfreiheit der Wissenschaften“.
Zwecke sind nämlich begründungsfähig, wenn man unter Begründung nicht nur die deduktive Ableitung von Sätzen aus (axiomatischen) Obersätzen versteht, sondern Begründen selbst als (Sprech-)Handeln rekonstruiert, im Sinne einer dialogisch-argumentativen Auseinandersetzung über die besten Gründe zum Handeln mit dem Ziel der friedlichen Beilegung von Konflikten (Steinmann/Scherer 2002). Horst Steinmann und einige seiner Schüler, unter anderem Andreas Georg Scherer und Albert Löhr, haben eine solche Lehre von der Unternehmensethik entwickelt.
Für diese Lehre verweist Steinmann konsequenterweise darauf, dass sie sinnvollerweise nicht „idealistisch“ fundiert werden kann, im Sinne eines Anfangs bei unbedingten, als a priori universell gültig behaupteten Werten. Vielmehr hat auch die Unternehmensethik einen pragmatischen Anfang zu nehmen. Deshalb steht im Zentrum der Steinmannschen Unternehmensethik die Frage nach der Koordination menschlichen Handelns. Die Erfahrung lehre hier, dass die argumentativ gewonnene friedliche Konfliktlösung der Anwendung von Macht – jedenfalls im Prinzip – vorzuziehen sei; Konfliktlösung durch Macht führe zu instabilen Verhältnissen, weil jede Änderung der Machtgrundlagen den Konflikt erneut aufbrechen lasse. Die argumentative Konfliktlösung zwischen Betroffenen böte dagegen die Chance, (innere) Einsicht und (äußere) Einwandfreiheit (Freiheit von Einwänden) für Sätze über Aussagen und Ansprüche zu erreichen und so durch den Konsens die individuelle Freiheit mit der Einheit (Ordnung) des Ganzen zu verbinden, bis die Änderung der Bedingungen neue Beratungen erfordere.
Es ist dieser (methodisch gebotene) pragmatische Anfang, der die Unternehmensethik auch auf die historischen Randbedingungen für ihre erfolgreiche Praktizierung verweist. Dazu gehört unter anderem, dass Unternehmen als Institutionen der kapitalistischen Wettbewerbswirtschaft fungieren. Sie sind deshalb auf die Erzielung ausreichender Gewinne angewiesen, als Bedingung für ihr Überleben im Wettbewerb. Die Steinmannsche Lehre macht hier allerdings deutlich, dass das Gewinnprinzip nur eine allgemeine Richtigkeitsvermutung für unternehmerisches Handeln mit sich führe, nicht aber schon jeden Einzelfall bei der Wahl der Mittel zur Gewinnerzielung rechtfertige. Hier muss unternehmensethisches Handeln in jedem Einzelfall sicherstellen, dass Missbräuche (Korruption, Umweltverschmutzung, Ausbeutung von Arbeitskräften in Entwicklungsländern etc.) unterbleiben bzw. nach Maßgabe der gebotenen Möglichkeiten vermieden werden. Es gilt das „Primat der Unternehmensethik“: Gewinne sollen mit moralisch vertretbaren Mitteln gemacht werden. Steinmann begreift diese moralische Verantwortung der Unternehmensführung als ordnungspolitische Pflicht, nicht als freiwilliges (obwohl möglicherweise löbliches) Tun des Managements. Unternehmensethik kann und soll so dazu beitragen, die Legitimation der marktwirtschaftlichen Ordnung zu stützen.

## Ehrungen
- 1996 Ehrendoktor der Rechts- und Wirtschaftswissenschaftlichen Fakultät der Universität Bern
- 1999 Ehrendoktor der Robert-Schumann-Universität Straßburg für seine Arbeiten zur Theorie der Unternehmensführung, insbesondere zur Wirtschafts- und Unternehmensethik[9]
- 2011 Ehrenpreis des „Dr. Theo und Friedl Schöller-Forschungszentrums für Wirtschaft und Gesellschaft“ für sein Lebenswerk (19. Mai 2011)

## Schriften
- Lineare Produktionsmodelle der kurzfristigen Programmplanung. Zur statischen Produktionstheorie auf der Grundlage der linearen Planungsrechnung. Dissertation vom 7. Februar 1962, Bergakademie Clausthal, Fakultät für Natur- und Geisteswissenschaften, Clausthal, 1962, 219, XI S.
- Das Großunternehmen im Interessenkonflikt. Ein wirtschaftswissenschaftlicher Diskussionsbeitrag zu Grundfragen einer Reform der Unternehmensordnung in hochentwickelten Industriegesellschaften. Habilitationsschrift, Clausthal. Stuttgart: Poeschel, 1969, XIV, 329 S.
- Günter Dlugos, Gerhard Eberlein, und Horst Steinmann: Wissenschaftstheorie und Betriebswirtschaftslehre. Eine methodologische Kontroverse. Bertelsmann Universitätsverlag, 1972, 244 S.
- Horst Steinmann (Hrsg.): Betriebswirtschaftslehre als normative Handlungswissenschaft. Zur Bedeutung der konstruktiven Wissenschaftstheorie für die Betriebswirtschaftslehre (Schriftenreihe der Zeitschrift für Betriebswirtschaftslehre, Band 9), Wiesbaden: Betriebswirtschaftlicher Verlag Gabler, 1978, 304 S., ISBN 3-409-34481-0 (Schriftenreihe der Zeitschrift für Betriebswirtschaft; Bd. 9)
- Horst Steinmann, Helmut Müller, Michael Heinrich: Porst-Mitarbeiterunternehmen. Eine Fallstudie zur Unternehmenspolitik. Nürnberg: Lehrstuhl für Allgemeine Betriebswirtschaftslehre und Unternehmensführung der Universität Erlangen-Nürnberg, 1979, 24, [12] Bl. (Diskussionsbeiträge; H. 2)
- Horst Steinmann, unter Mitarbeit von Rainer Achenbach: Planung und Kontrolle. Probleme der strategischen Unternehmensführung. München: Franz Vahlen GmbH, 1981, IX, 523 S., ISBN 3-8006-0813-8 (Unternehmensführung; 1)
- Elmar Gerum, Horst Steinmann und Werner Fees: Der mitbestimmte Aufsichtsrat. Eine empirische Untersuchung. Stuttgart: Schaeffer-Poeschel Verlag, 1988, 210 S.
- Horst Steinmann, Albert Löhr: Grundlagen der Unternehmensethik. Stuttgart: Poeschel, 1991, IX, 219 S., ISBN 3-7910-9157-3 (Sammlung Poeschel; P 131) 2., überarb. und erw. Auflage, 1994, XII, 279 S., ISBN 3-7910-9195-6 Tschechisch: Základy podnikové etiky [Z 2. vyd. nemeckého orig. prel. Gustav Tomek]. 1. vyd. Victoria Publ., Prag 1995, ISBN 80-85865-56-4
- Horst Steinmann, Georg Schreyögg, unter Mitarbeit von Jochen Koch: Management. Grundlagen der Unternehmensführung – Konzepte – Funktionen – Fallstudien. 1990. 6. Auflage. Wiesbaden: Gabler, 2005, ISBN 3-409-63312-X. Übersetzt in das Polnische: 1992, 5. Auflage 2001.
- Brij N. Kumar und Horst Steinmann (Hrsg.): Ethics in International Business. Berlin: de Gruyter, 1998, 360 Seiten (de Gruyter Studies in Organization)
- Georges Enderle, Karl Homann, Martin Honecker, Walter Kerber, Horst Steinmann (Hrsg.): Lexikon der Wirtschaftsethik. Freiburg, Basel, Wien: Herder, 1993
- Horst Steinmann und Andreas Georg Scherer (Hrsg.): Zwischen Universalismus und Relativismus. Philosophische Grundlagenprobleme des interkulturellen Managements. Frankfurt am Main: Suhrkamp, 1998, 421 S., ISBN 3-518-28980-2 (Suhrkamp-Taschenbuch Wissenschaft; 1380)
- Günter Bentele, Horst Steinmann, Ansgar Zerfaß: Dialogorientierte Unternehmenskommunikation, Grundlagen – Praxiserfahrungen – Perspektiven, Öffentlichkeitsarbeit, Public Relations und Kommunikationsmanagement. Berlin: Vistas, 1996, 472 S., ISBN 3-89158-166-1 (Serie Öffentlichkeitsarbeit, Public Relations und Kommunikationsmanagement; Band 4)
- Thomas Bausch, Annette Kleinfeld, Horst Steinmann (Hrsg.): Unternehmensethik in der Wirtschaftspraxis. München und Mering: Rainer Hampp Verlag, 2000, ISBN 3-87988-458-7 (Schriftenreihe des DNWE = Deutsches Netzwerk Wirtschaftsethik, Folge 7)
- Horst Steinmann, Andreas Scherer: Betriebswirtschaftslehre und Methodischer Kulturalismus. Was leistet das kulturalistische Programm zur Grundlegung der Betriebswirtschaftslehre, in: Mathias Gutmann, Dirk Hartmann, Michael Weingarten und Walter Zitterbarth (Hrsg.): Kultur – Handlung – Wissenschaft, Für Peter Janich, Weilerswist 2002, S. 149–181

## Bekannte Schüler
Einige Diplomanden, Doktoranden und Habilitanden Horst Steinmanns erreichten in Wissenschaft und Wirtschaft hohe Positionen und wurden deshalb in der Öffentlichkeit bekannt.
- Uwe Corsepius (* 1960), Generalsekretär der Kommission der EU (Europäischer Ministerrat), vorm. Leiter der Abteilung Europapolitik im Bundeskanzleramt
- Thomas Eckardt (* 1951), Professor für Allgemeine Betriebswirtschaftslehre und Wirtschaftsinformatik, Georg-Simon-Ohm-Hochschule Nürnberg (Vorgängereinrichtung der Technischen Hochschule Nürnberg Georg Simon Ohm), Georg-Simon-Ohm-Management-Institut, Institute of International Business
- Werner Fees, Professor für Unternehmensführung und Allgemeine Betriebswirtschaftslehre, Georg-Simon-Ohm-Hochschule Nürnberg (Vorgängereinrichtung der Technischen Hochschule Nürnberg Georg Simon Ohm),
- Elmar Gerum (* 1946), Lehrstuhl für Organisation und Personalwirtschaft, Universität Marburg
- Peter Greischel (* 1955), Professor an der  Fakultät für Tourismus, Hochschule für angewandte Wissenschaften München[10]
- Michael Heinrich (* 1951), Geschäftsführer der Leitz Metalworking Technology Group, Oberkochen
- Gerhard Heß (* 1960), Professor für Logistik, Supply Management und Allgemeine Betriebswirtschaftslehre, Georg-Simon-Ohm-Hochschule Nürnberg (Vorgängereinrichtung der Technischen Hochschule Nürnberg Georg Simon Ohm),[11]
- Bernd Hümmer, Professor für Nachhaltige Unternehmensführung und Allgemeine Betriebswirtschaftslehre, Georg-Simon-Ohm-Hochschule Nürnberg (Vorgängereinrichtung der Technischen Hochschule Nürnberg Georg Simon Ohm)
- Hans Klaus (* 23. August 1956), Professor für Allgemeine Betriebswirtschaftslehre und Unternehmensführung, Fachhochschule Kiel[12]
- Hermut Kormann (* 1942), vorm. Vorsitzender des Vorstands VOITH AG, Heidenheim, apl. Professor für Strategie und Governance der Familienunternehmen, Zeppelin Universität, Friedrichshafen
- Brij Nino Kumar (1938–2000), Lehrstuhl für Betriebswirtschaftslehre und Internationales Management, Universität Erlangen-Nürnberg
- Albert Löhr (* 1955), Lehrstuhl für Sozialwissenschaften, insb. Umwelt-, Sozial- und Wirtschaftsethik, Rektor des Internationalen Hochschulinstituts in Zittau
- Martin Minderlein (* 1957), Professor für Betriebswirtschaftslehre und Datenverarbeitung, FB Wirtschafts- und Allgemeinwissenschaften an der Hochschule Ansbach
- Margit Osterloh (* 1943), Lehrstuhl für Organisation, Technologie- und Innovationsmanagement, Universität Zürich[13]
- Skevos Papaioannou (* 1947), Professor am Fachbereich Soziologie der Universität Kreta, Griechenland[14]
- Bernd Richter (* 1954), Professor für Allgemeine Betriebswirtschaftslehre mit Schwerpunkt Unternehmensführung, Hochschule Konstanz Technik, Wirtschaft und Gestaltung[15]
- Andreas Georg Scherer (* 1964), Lehrstuhl für Grundlagen der BWL und Theorien der Unternehmung, Universität Zürich[16]
- Jürgen Schmidt, Lehrkraft für besondere Aufgaben für Allgemeine BWL und Unternehmensführung, Georg-Simon-Ohm-Hochschule Nürnberg (Vorgängereinrichtung der Technischen Hochschule Nürnberg Georg Simon Ohm)
- Georg Schreyögg (1946–2021), Lehrstuhl für Organisation und Führung, FU Berlin
- Alexander Zeitelhack, Lehrbeauftragter für Medienmanagement sowie Zukunfts- und Trendforschung, Georg-Simon-Ohm-Hochschule Nürnberg (Vorgängereinrichtung der Technischen Hochschule Nürnberg Georg Simon Ohm)
- Ansgar Zerfaß (* 1965), Professor am Institut für Kommunikations- und Medienwissenschaft der Universität Leipzig[17]